# Gmina Amaqua

Położenie Gminy Amaqua w hrabstwie Boone

Gmina Amaqua (ang. Amaqua Township) – gmina w USA, w stanie Iowa, w hrabstwie Boone. Według danych z 2000 roku gmina miała 283 mieszkańców.